# تلين
التلين أو اللدانة أو المرونة أو الليونة (بالإنجليزية: Malacia)‏ هيَ صيغة تركيب (خاصة كَلاحِقة) تُستخدم في المصطلحات الطبية للدلالة على تَلين غير طبيعي في الأنسجة، ومن الأمثلة عليها:
- تلين العظام
- تلين غضروف الرضفة
- تلين الحنجرة
- تلين الرغامى
- تلين القصبات
- تلين القرنية
- تلين الدماغ